# Parc Nacional de Tijuca
El Parc Nacional de Tijuca és un dels parcs nacionals del Brasil a la ciutat de Rio de Janeiro al Brasil. El parc nacional fou declarat reserva de la biosfera per la UNESCO el 1991. Entre els llocs d'interès del parc, com rutes o coves, hi ha que són llocs emblemàtics, com la Pedra da Gavea, el Corcovado (on es troba el Crist Redemptor), i el pic de la Tijuca, el punt més alt del parc, amb 1.022 metres sobre el nivell del mar, inclou les àrees del Massís de Tijuca. És gestionat conjuntament per l'Institut Chico Mendes de Conservació de la Biodiversitat (ICMBIO) i l'alcalde de Rio de Janeiro. La participació de la societat a través d'ONGs com l'Associació d'Amics del Parc Nacional de Tijuca hi són incentivades.

## Història

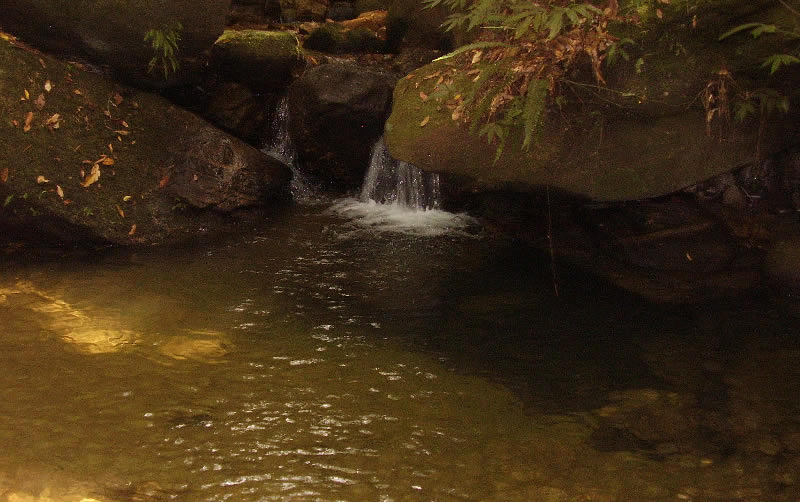
La Floresta de Tijuca està tallada per diversos petits rius i rierols. La Companyia d'Aigua i Clavegueram de Rio de Janeiro (CEDA) recull l'aigua per al consum humà.

Creat el 6 de juliol de 1961, inclou una àrea de 3.972 hectàrees que forma part del Bosc de Tijuca. Té un paper de fonamental, dotat de molta importància, per a la ciutat, prevenint l'erosió dels pendents, les inundacions i la reducció de la contaminació. També té diverses fonts d'aigua que faciliten el subministrament urbà d'aigua, i també permeten activitats recreatives i dona qualitat de vida als habitants, així com el manteniment de paisatge i el turisme. A banda de la preservació del paisatge, que està directament relacionat amb el benestar, la salut i la riquesa de la ciutat, essent potser el seu més preuat bé.
És el Parc Nacional més petit del Brasil i es troba a la part central de la ciutat, encara que el seu territori no és continu, està integrat en l'àrea urbana. Es divideix en quatre sectors: el sector A, que inclou el bosc de Tijuca; el sector B, amb el Bosc de Tijuca (Serra da Carioca), el Corcovado i el Pavelló Xinès; el sector C, que consisteix a la Pedra Bonita, la Agulhinha Gave i el Pão de Açúcar; i el sector D, amb la Serra dos Pretos-Forros. A causa de l'ampliació dels seus dominis i les seves dependències, està sempre lluitant contra l'ocupació il·legal.

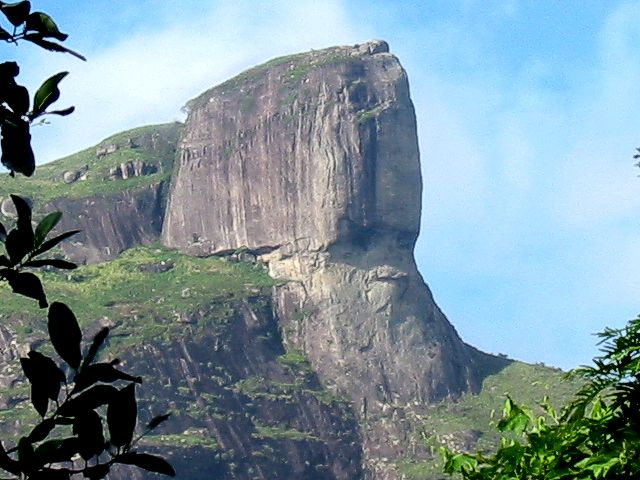
La pedra da Gavea, una de les majors elevacions rocoses de la ciutat, és un bloc de pedra al costat del mar amb 842 metres d'altitud

## Flora
Originalment, el parc va ser cobert per una densa coberta forestal de tipus Bosc tropical. Històricament, aquest bosc fou molt degradat a causa de l'extracció de fusta, llenya i carbó vegetal per als seus nombrosos molins de canya de sucre, forns de maons i en usos domèstics, així com l'expansió de plantacions de cafè en gairebé totes les àrees. El 1860, per ordre de l'Emperador Pere II, la zona va començar a ser reforestada amb arbres autòctons. Juntament amb la regeneració natural, l'àrea va ser recuperada, i tot plegat conforma el bosc que avui dia es pot veure, amb una flora rica i diversa.

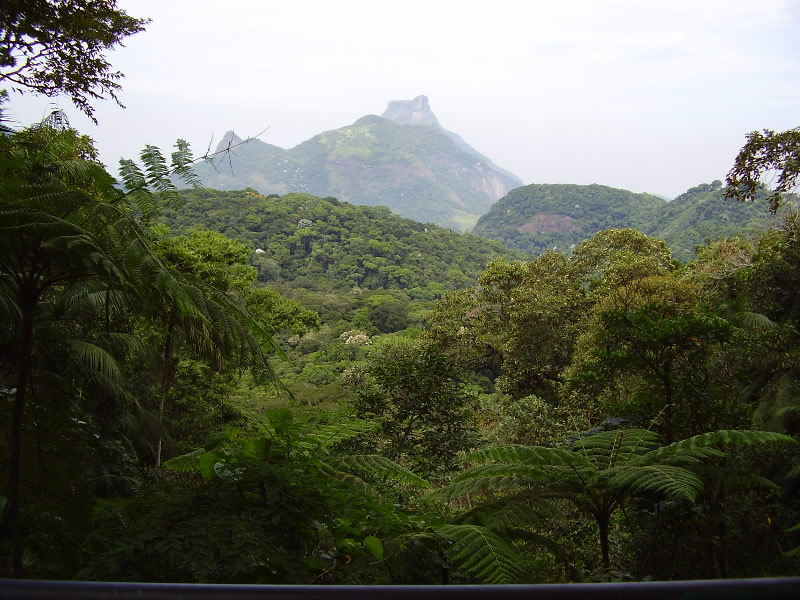
Flora de Parc Nacional da Tijuca

Del bosc tropical original es conserven:
- Luehea divaricata i Luehea grandiflora.
- Centrolobium tomentosum.
- Guarea macrophylla.
- Canyella.
- Cabralea canjerana.
- Espècies del gènere Inga.
- Espècies del gènere Handroanthus.
- Zeyheria tuberculosa.
- Espècies del gènere Cariniana.
- Líquens.
- Byrsonima crassifolia.
- Molses
- Banana.
- Palmeres.
- Platycyamus regnellii.
- Espècies del gènere Tibouchina.
- Dicksonia sellowiana.

Pel que fa a la flora exòtica avui ja adaptades, consta de: 
- Bambús.
- Nun petons.
- Espècies del gènere Coffea
- Dracenes.
- Arbre del pa.
- Plinia cauliflora.
- Syzygium jambos.
- Artocarpus heterophyllus.
- Mango.

## Fauna

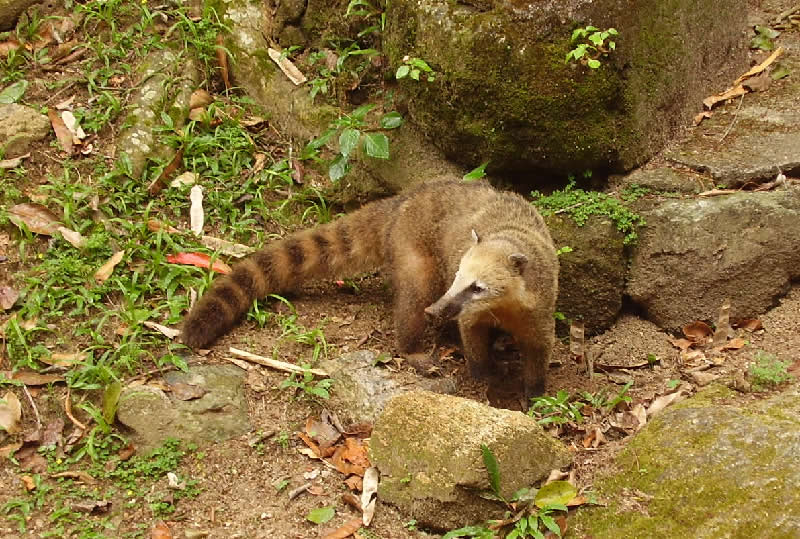
Coatí fotografiat al Bosc de Tijuca

Com a resultat dels canvis al bosc que s'ha produït en els darrers 400 anys, no guarda relació amb els boscos similars, el parc no ofereix tots els animals que caracteritzen els llocs semblants del vessant atlàntic de la Serra do Mar. La majoria dels animals s'amaguen al visitant o té hàbits nocturns. Aquests són:
- Insectes, Aranyes i altres artròpodes.
- Serps: caninanes, Serp corall, escurçons i jararacuçus.
- llangardaixos, llangardaixos i iguanes.
- Aus: llangardaixos, sortirs, rendeiros, tangos, poas, colibrís, guatllas, falcons, voltors, URUs, jacupembas i Chintan inhambus.
- Mamífers: micos, micos caputxins, Speothos venaticus, coatís, os rentador, gats a matar, balas, eriçons coendú, esquirols, tapitis, armadillos, formiguer gegant i skunks.

## Oci i pràctiques esportives
En el Parc Nacional de Tijuca, o en el bonic paisatge dels seus molts punts de vista (Pavelló Xinès, Mirante Dona Marta, Vista Almirall), és possible gaudir de la tranquil·litat, la calma, l'aire net, suau temperatura i el medi ambient inspirador de la selva.
Senderisme per fer caminades, nedar a les cascades, anar en bicicleta i fer pícnics són algunes de les activitats recreatives permeses. A través de fer caminades moderades es poden veure les impressionants vistes a Pedra Bonita (524 m), Pic de Loro (987 m) i el Pico da Tijuca (1.021 m), i si es camina per llocs més dificultosos, es pot admirar el panorama espectacular de la Pedra Gave (842 m). El parc compta amb un centre de visitants, la biblioteca, la salut i diverses àrees recreatives, com ara la Cascada, Bom Retiro, Mayrink i de la presa de la soledat.

## Rutes

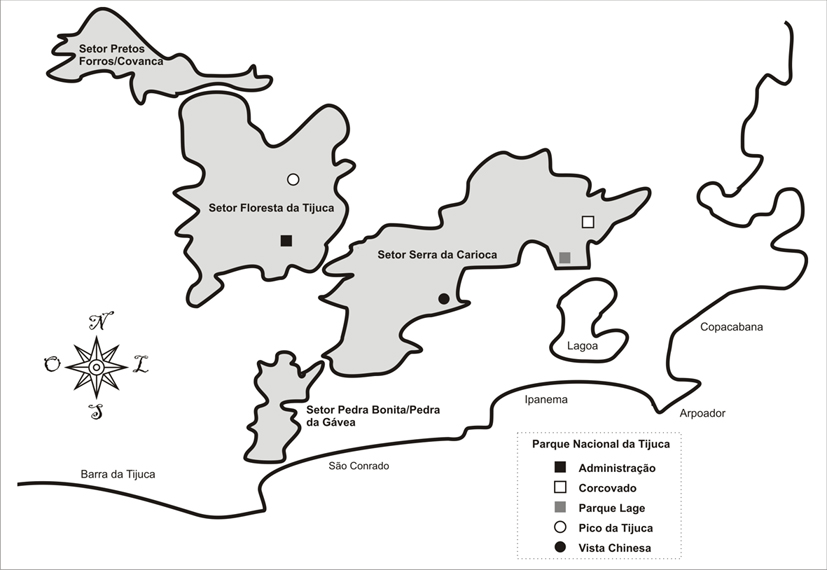
Parnas-Tijuca.

El visitant que vol anar pel parc i conèixer els seus principals atractius turístics ha de saber que es necessiten una mitjana de dos dies. Hi ha diverses opcions d'itineraris, que poden ser les zones conegudes: Serra da Carioca (Pavelló Xinès, la Mesa de l'Emperador, el Crist Redemptor, i de la senyora Marta Paineiras Belvedere); Floresta de Tijuca (Cascada, Cuevas, Excelsior, de Bom Retiro, etc.), i Pedra Bonica / Pa de Sucre (pista de vol). El sector interior Negre / Covanco a Jacarepaguá, és una àrea de recuperació i l'estructura encara no presents en les visites.

## Voluntariat
El 'Parc Nacional de Tijuca' és un programa de voluntariat, que pretén animar els ciutadans a participar en activitats saludables i crítiques a la preservació de la qualitat de vida a la ciutat, a través de la conservació del patrimoni nacional. A més de cridar l'atenció sobre el potencial turístic i d'oci de la PNT, el programa també aspira a centrar-se en la consciència pública de la conservació de la zona de l'Atlàntic. Per ser un voluntari, la persona ha de preguntar pel formulari de registre al Centre de Visitants o per e-mail voluntarios.pnt @ gmail.com.

## Com visitar el parc

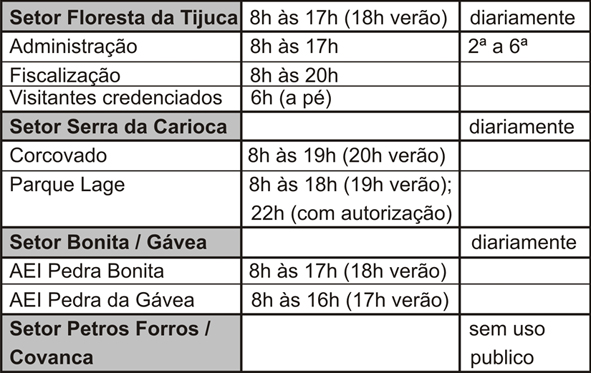
Hores

El parc està obert diàriament de 8 a 17h, i 18h fins a l'estiu. Les moltes rutes de què disposen permeten visitar-lo a peu, amb bicicleta, moto, cotxe i autobús. Per conèixer l'estàtua del Crist Redemptor i espectacular Lookout Mountain, també s'ofereix l'opció del viatge en tren amb el Ferrocarril del Corcovado, que s'inicia a l'estació situada a la Rua Cosme Velho. Diverses companyies de turisme són circuits al parc de vehicles especials. També l'helicòpter, des del qual es poden veure vistes generals del Parc Nacional de Tijuca, és possible contractar un vol panoràmic a la zona de Mirante Dona Marta.

## Salut
- Oferir religiosa, si es deixa al Parc, contaminen els rius, els sòls forestals i afecten els animals;
- Les erosions causen dreceres. Utilitzeu el bon camí;
- El foc pot causar la destrucció i posar-lo en perill;
- L'ús de les bicicletes només està permès en els camins pavimentats;
- Dipositi les seves escombraries en el lloc apropiat;

Animals domèstics * no pertanyen a la fauna silvestre, i hauran de romandre fora dels límits del parc; 
- L'alimentació dels animals és perjudicial per a la conservació de les espècies;
- Camions, autobusos i automòbils més gran dels d'escola, hauran d'utilitzar una altra ruta;
- Es necessita un permís de l'administració del Parc per dur a terme la filmació de caràcter comercial i / o el periodisme, i esdeveniments de qualsevol naturalesa;
- L'allotjament és permès només en casos especials, prèvia autorització;
- Els banys de cascada es permeten en certes cascades, els primats, dutxes Paineiras i la cascada de les ànimes, i el Parc Nacional de Tijuca;
- L'ús d'equips i instruments musicals afecta els ecosistemes i només es permet dins dels edificis o prèvia l'autorització;
- La temporada de venda de productes a la PNT té el consentiment de l'administració.